# Juan de Zabaleta
Juan de Zabaleta (født 1610 i Madrid, død efter 1667) var en spansk forfatter.
Zabaleta, der skildres som ualmindelig grim og i sine sidste år var blind, besad et betydeligt talent både som dramatiker og endnu mere som prosafortæller. Han var i besiddelse af megen kultur, fin sprogsans og fornøjeligt vid. Disse egenskaber har han især lagt for dagen i de to bøger Dia de fiesta por la mañana (1654) og Dia de fiesta por la tarde (1659), hvori han skildrer det samtidige liv i Madrid. En nyere udgave af disse fortællinger udkom i Barcelona 1885. Som dramatisk forfatter virkede han ofte i kompagniskab med andre digtere, deriblandt Calderón; deres Troya abrasada udgaves af George Tyler Northup i Revue hispanique 1913, bind XXIX.